# Silius Italicus
 (juin 2025).
La mise en forme du texte ne suit pas les recommandations de Wikipédia : il faut le « wikifier ».
Les points d'amélioration suivants sont les cas les plus fréquents. Le détail des points à revoir est peut-être précisé sur la page de discussion.
- Les titres sont pré-formatés par le logiciel. Ils ne sont ni en capitales, ni en gras.
- Le texte ne doit pas être écrit en capitales (les noms de famille non plus), ni en gras, ni en italique, ni en « petit »…
- Le gras n'est utilisé que pour surligner le titre de l'article dans l'introduction, une seule fois.
- L'italique est rarement utilisé : mots en langue étrangère, titres d'œuvres, noms de bateaux, etc.
- Les citations ne sont pas en italique mais en corps de texte normal. Elles sont entourées par des guillemets français : « et ».
- Les listes à puces sont à éviter, des paragraphes rédigés étant largement préférés. Les tableaux sont à réserver à la présentation de données structurées (résultats, etc.).
- Les appels de note de bas de page (petits chiffres en exposant, introduits par l'outil «  Source ») sont à placer entre la fin de phrase et le point final[comme ça].
- Les liens internes (vers d'autres articles de Wikipédia) sont à choisir avec parcimonie. Créez des liens vers des articles approfondissant le sujet. Les termes génériques sans rapport avec le sujet sont à éviter, ainsi que les répétitions de liens vers un même terme.
- Les liens externes sont à placer uniquement dans une section « Liens externes », à la fin de l'article. Ces liens sont à choisir avec parcimonie suivant les règles définies. Si un lien sert de source à l'article, son insertion dans le texte est à faire par les notes de bas de page.
- La présentation des références doit suivre les conventions bibliographiques. Il est recommandé d'utiliser les modèles {{Ouvrage}}, {{Chapitre}}, {{Article}}, {{Lien web}} et/ou {{Bibliographie}}. Le mode d'édition visuel peut mettre en forme automatiquement les références.
- Insérer une infobox (cadre d'informations à droite) n'est pas obligatoire pour parachever la mise en page.

Pour une aide détaillée, merci de consulter Aide:Wikification.
Si vous pensez que ces points ont été résolus, vous pouvez retirer ce bandeau et améliorer la mise en forme d'un autre article.
Silius Italicus (nom complet : Tiberius Catius Asconius Silius Italicus) (né en 26 et mort en 101 apr. J.-C.) est un poète et homme politique romain du Ier siècle.

## Famille
Il est le fils d'un Lucius Silius et peut-être d'une Asconia. Il a été adopté par un Tiberius Catius. Il eut deux fils, Lucius Silius Decianus, consul suffect en 94, et Severus, décédé jeune l'année du consulat de son frère.

## Biographie

### Sources
Les sources de la vie de Silius Italicus sont principalement la Lettre 3.7 de Pline le Jeune, qui est une description de la vie du poète écrite à l'occasion de son suicide, quelques inscriptions et plusieurs épigrammes du poète Martial. On pense que Silius est né entre 23 et 25 apr. J.-C., mais son lieu de naissance n'a pas été identifié de manière sûre. Italica, dans la province romaine d'Hispanie, était autrefois considéré comme le candidat principal, sur la base de son surnom Italicus, mais, si tel était le cas, l'usage latin aurait exigé la forme Italicensis, et il est hautement improbable que Martial aurait omis de le citer parmi les célébrités littéraires de l'Espagne de la seconde moitié du Ier siècle. La ville de Patavium , Padoue dans le nord de l'Italie, a été suggérée par JD Campbell sur la base d'un parti pris apparent en faveur de la région de la Punica et de la prévalence du nom Asconius dans les inscriptions de la région.

### Carrières politique
Silius Italicus a été consul ordinaire en 68, la dernière année du règne de Néron, avec pour collègue Publius Galerius Trachalus. Il devint ensuite un ami proche et un allié de l'empereur Vitellius, qu'il servit, selon Pline, sagement et amicalement. Il est mentionné par Tacite comme ayant été l'un des deux témoins qui assistèrent aux ambassades entre Vitellius et Flavius Sabinus, le frère aîné de Vespasien, lorsque les légions venues d'Orient marchaient rapidement sur la capitale. Silius est devenu proconsul d'Asie en 77-78 comme attesté dans une inscription d'Aphrodisias qui décrit ses activités dans le maintien des institutions de la ville. Selon Pline (Ep. 3.7), il s'est bien acquitté de ses fonctions et s'est mérité une place importante dans l'empire.

### Retraite campanienne et suicide
Après son proconsulat en Asie, Silius semble avoir quitté la politique au profit d'une vie tranquille ; malgré sa richesse et son importance dans l'État, il semble avoir exercé peu de pouvoir et évité l'offense. Ainsi, il a survécu à la dynastie Flavienne sans incident.
Pline le dépeint passant du temps dans une conversation savante dans ses villas, écrivant, collectionnant passionnément des livres et des sculptures, et donnant des récitations de ses œuvres. Silius écrivait évidemment des poèmes dès l'an 88. On croit fermement que la Punica a été écrite pendant cette période de retraite de la vie de Silius. Martial 7.63 indique qu'une partie de la Punica avait été publiée en 92 apr. J.-C. et que Silius ne faisait plus de discours au tribunal. Le livre 14 a été provisoirement daté d'après 96 apr. J.-C. sur la base du traitement de Domitien par le poète. Son poème contient plusieurs passages relatifs aux Flaviens, et Domitien est présenté comme un guerrier et comme un chanteur dont la lyre est plus douce que celle d'Orphée lui-même. Le poème mentionne principalement Domitian mais semble plus tard discuter de l'empereur Nerva, bien que Domitian puisse être signifié par cette dernière référence. L'attitude du poète envers Domitien a tendance à être élogieuse et amicale, employant tout le spectre du langage et des images panégyriques virgiliens.
Silius était considéré comme très instruit par ses contemporains. Le philosophe Epictète le jugea comme l'esprit le plus philosophique parmi les Romains de son temps,[16] et Cornutus, le stoïcien, rhétoricien et grammairien, dédia à Silius un commentaire sur Virgile.[17] En vieillissant, il s'installe définitivement dans ses villas de Campanie, ne partant même pas pour assister à la cérémonie d'accession à Trajan.[19] Silius idéalisait et adorait presque deux grands Romains du passé, Cicéron et Virgile. Il a acheté le domaine de Cicéron à Tusculum[20] et le tombeau de Virgile à Naples, qu'il a restauré.[21] Pline rapporte que Silius vénérait particulièrement Virgile, célébrant l'anniversaire de Virgile plus somptueusement que le sien et traitant la tombe du poète comme un sanctuaire. Son double intérêt à composer de la poésie épique et à discuter de questions philosophiques a été comparé aux efforts intellectuels de ses héros, Virgile et Cicéron, respectivement.[20]
Silius était l'un des nombreux Romains du premier empire qui eurent le courage de leurs opinions et mirent en pratique parfaite la théorie du suicide développée dans le stoïcisme ; Punica 11.186-88 contient un éloge du suicide. Atteint d'une tumeur incurable après l'âge de 75 ans, il mourut de faim vers 101 après J.-C., gardant jusqu'à la fin un visage joyeux. Pline remarque que Silius était la dernière personne à mourir qui était consul sous Néron.[23]

### Ecrivain
Il est l'auteur des Punica ou Guerre punique, épopée en 17 chants et 12 000 hexamètres racontant la deuxième guerre punique. Les événements narrés vont du serment d'Hannibal au triomphe de Scipion l'Africain à l'issue de la bataille de Zama. Le style de cette épopée suit le modèle de Virgile et comprend quelques tournures audacieuses, mais une langue encore pleinement classique par sa clarté. L'ouvrage fourmille de détails érudits, géographiques notamment.

## Œuvres
- Lucain, Silius Italicus, Claudien : Œuvres complètes avec la traduction française (trad. Désiré Nisard), Firmin Didot Frères, Fils et Compagnie, 1871, 762 p. (lire en ligne).
- Silius Italicus (trad. du latin par Georges Devallet et Pierre Miniconi), La Guerre punique, t. 1, Les Belles Lettres, 1er janvier 1979, 283 p. (EAN 9782251012513).